# Statsideologi
En statsideologi är en ideologi som är stadfäst i en stats författning eller på annat sätt starkt hänger samman med statsmakten.
I Sovjetunionen och övriga Östblocket var kommunismen statsideologi.
Huruvida demokratiska stater kan eller bör ha en statsideologi är en omtvistad fråga. Enligt vissa statsvetare och filosofer är demokratins institutioner, och därmed sammanhängande värden som jämlikhet, jämställdhet, öppenhet, yttrandefrihet med mera, centrala för att upprätthålla ett fritt och öppet samhälle. Enligt andra är just värderelativismen och den spontana ordningen viktigare och i grunden oförenlig med premissen att utfallet, d.v.s. den förda politiken, ska följa vissa oförnekliga normer snarare än folkviljan. I Tyskland är denna konflikt uttryckt genom begreppet wehrhafte Demokratie, ung. "motståndskraftig demokrati", enligt vilken partier och rörelser som inte accepterar den tyska demokratins grunder kan förbjudas och upplösas genom författningsdomstolen. Genom detta kan det moderna Tyskland anses ha en form av statsideologi med tydliga juridiska implikationer, även om det uttryckta syftet är att bibehålla en flora av olika åskådningar och teorier i konflikt. 
I USA har den yttrat sig genom begrepp som the American way of life och free society, ofta i polemik med Sovjetunionens statssocialism (under kalla kriget) och även västeuropeiska socialdemokratiska ideologier med högre inslag för centralplanering och statsstyrning. 